# Idioma payaguá
Payaguá (o payawá) es una lengua extinta de Paraguay, Argentina y Bolivia, hablada por los Indios Payaguá. Por lo general, se clasifica como una de las lenguas guaicurú, pero los datos son insuficientes para demostrarlo.

## Clasificación
Viegas Barros (2004) propone que Payagua puede ser una lengua macro-guaicurú. Sin embargo, L. Campbell (2012) clasifica al payaguá como una lengua aislada.
Dos análisis computacional automatizado (ASJP 4 y 5) de Müller et al. (2013) encontró similitudes léxicas entre el payaguá y las lenguas chon. Sin embargo, dado que el análisis se generó automáticamente, la agrupación podría deberse a un préstamo léxico mutuo, herencia genética o semejanzas fortuitas.